# Борисов, Михаил Владимирович
Михаи́л Влади́мирович Бори́сов (бел. Міхаіл Уладзіміравіч Барысаў; 16 апреля1923 — 16 апреля 2012, Ялта) — советский лётчик минно-торпедной авиации в годы Великой Отечественной войны, Герой Советского Союза (6.3.1945). Подполковник (10.04.1975).

## Биография
Родился 16 апреля 1923 года в деревне Наровчизна ныне Мозырского района Гомельской области в семье служащего. Белорус. Член КПСС с 1946 года. Окончил 8 классов, в марте 1941 года — Гомельский аэроклуб.
В ВМФ СССР с мая 1941 года. Учился в Военно-морском авиационном училище имени И. В. Сталина, в августе 1942 года был переведён в Военно-морское минно-торпедное авиационное училище имени С. А. Леваневского, которое окончил в июле 1943 года. Затем служил лётчиком 13-го авиаполка, и с июня 1944 — 2-го авиаполка перегонки самолётов ВМФ. С сентября 1943 года участвовал в перегонке самолетов-торпедоносцев А-20G «Бостон» из Красноярска на действующие флоты, перегнал 25 самолётов.
С августа 1944 года участвовал в Великой Отечественной войне. Весь боевой путь прошёл в рядах 51-го минно-торпедного авиационного полка 8-й минно-торпедной авиационной дивизии военно-воздушных сил Балтийского флота, летал на ударном самолёте A-20G «Бостон», полученном из США по ленд-лизу. Зачислен в полк лётчиком, в сентябре 1944 года стал командиром звена, но в конце того же месяца повышен до заместителя командира эскадрильи. Штурманом в его экипаже летал Иван Рачков.
Заместитель командира авиационной эскадрильи 51-го минно-торпедного авиационного полка (8-я минно-торпедная авиационная дивизия ВВС ВМФ, ВВС Балтийского флота) лейтенант Борисов к январю 1945 года совершил 17 боевых вылетов, потопил 5 транспортов врага (один в паре, остальные лично).
Указом Президиума Верховного Совета СССР от 6 марта 1945 года за «образцовое выполнение боевых заданий Командования на фронте борьбы с немецко-фашистскими захватчиками и проявленные при этом отвагу и геройство» лейтенанту Михаилу Владимировичу Борисову присвоено звание Героя Советского Союза с вручением ордена Ленина и медали «Золотая Звезда» за номером 5876. Этим же Указом звание Героя присвоено и его штурману И. И. Рачкову.
4 мая 1945 года участвовал в атаке на немецкий броненосец «Шлезиен» в бухте Свинемюнде.
К Победе выполнил 47 боевых вылетов, на боевом счету М. В. Борисова были 7 потопленных транспорта общим водоизмещением 65000 тонн и один тральщик (по его собственным словам, потопил 13 кораблей и судов, упоминаются в литературе также 9 потопленных и 2 повреждённых транспорта и повреждённый линкор).
После войны продолжал службу в ВМФ в том же полку до февраля 1946 года, когда его направили на учёбу. В 1947 году окончил Высшие офицерские курсы Авиации ВМС (Рига). С сентября 1927 года служил заместителем командира эскадрильи 9-го гвардейского минно-торпедного авиационного полка ВВС Северного флота. С марта 1950 года был командиром корабля и командиром отряда в авиационной эскадрилье по подготовке штурманов на Высших офицерских лётно-тактических курсах авиации ВМС. С декабря 1954 года служил в 997-м минно-торпедном авиаполку при Центральных лётно-тактических курсах усовершенствования офицерского состава авиации ВМФ командиром отряда учебно-тренировочной эскадрильи, с мая 1956 — командиром корабля учебно-тренировочного авиационного отряда. С августа 1957 года служил командиром эскадрильи 917-го отдельного транспортного авиационного полка ВВС Черноморского флота. С декабря 1960 года майор М. В. Борисов — в запасе.
С 1966 года проживал в городе Ялте Украинской ССР. Работал начальником штаба гражданской обороны крымских санаториев Совета Министров СССР.
Умер 16 апреля 2012 года в свой восемьдесят девятый день рождения в Ялте. Похоронен на Новом городском кладбище Ялты.

## Награды
- Медаль «Золотая Звезда» Героя Советского Союза (6.03.1945)
- Орден Ленина (6.03.1945)
- Четыре ордена Красного Знамени (13.10.1944, 24.10.1944, 28.12.1944, 10.02.1945)
- Орден Отечественной войны I степени (11.03.1985)
- Два ордена Красной Звезды (22.02.1955, 30.12.1956)
- Медали, в том числе:
  - Две медали «За боевые заслуги» (31.10.1944, 17.12.1951)
  - Медаль «За взятие Кёнигсберга»
  - Медаль «За победу над Германией в Великой Отечественной войне 1941—1945 гг.»
  - Юбилейная медаль «Двадцать лет Победы в Великой Отечественной войне 1941—1945 гг.»
  - Юбилейная медаль «Тридцать лет Победы в Великой Отечественной войне 1941—1945 гг.»
  - Юбилейная медаль «Сорок лет Победы в Великой Отечественной войне 1941—1945 гг.»
- Почётный гражданин городов Мозырь (15.04.1982) и Ялта (26.05.2004)

## Память
- Мемориальная доска установлена в Ялте на доме, в котором жил Герой (ул. Киевская, д. 7).
- Мемориальная доска в честь М. Борисова в Мозыре Гомельской области Беларуси на фасаде дома № 2 по улице Тимофея Абрамова (2025)[12]. Улица находится на территории бывшей деревни Наровчизна, малой родины Героя.